# Ossun-ez-Angles
Ne doit pas être confondu avec Ossun ou Ossen.
Ossun-ez-Angles est une commune française située dans le centre du département des Hautes-Pyrénées, en région Occitanie.
Sur le plan historique et culturel, la commune est dans l’ancien comté de Bigorre, comté historique des Pyrénées françaises et de Gascogne. Exposée à un climat de montagne, elle est drainée par la Géline et par un autre cours d'eau. La commune possède un patrimoine naturel remarquable composé de deux zones naturelles d'intérêt écologique, faunistique et floristique.
Ossun-ez-Angles est une commune rurale qui compte 57 habitants en 2022, après avoir connu un pic de population de 177 habitants en 1861. Elle fait partie de l'aire d'attraction de Bagnères-de-Bigorre. Ses habitants sont appelés les Ossunois ou  Ossunoises.

## Géographie

### Localisation
La commune d'Ossun-ez-Angles se trouve dans le département des Hautes-Pyrénées, en région Occitanie.
Elle se situe à 17 km à vol d'oiseau de Tarbes, préfecture du département, à 15 km d'Argelès-Gazost, sous-préfecture, et à 9 km de Lourdes, bureau centralisateur du canton de Lourdes-2 dont dépend la commune depuis 2015 pour les élections départementales.
La commune fait en outre partie du bassin de vie de Lourdes.
Les communes les plus proches sont : 
Neuilh (1,4 km), Arrodets-ez-Angles (1,5 km), Arrayou-Lahitte (2,0 km), Astugue (2,0 km), Gez-ez-Angles (2,9 km), Germs-sur-l'Oussouet (3,0 km), Escoubès-Pouts (3,6 km), Sère-Lanso (3,9 km).
Sur le plan historique et culturel, Ossun-ez-Angles fait partie de l’ancien comté de Bigorre, comté historique des Pyrénées françaises et de Gascogne créé au IXe siècle puis rattaché au domaine royal en 1302, inclus ensuite au comté de Foix en 1425 puis une nouvelle fois rattaché au royaume de France en 1607. La commune est dans le pays de Tarbes et de la Haute Bigorre.
Ossun-ez-Angles est limitrophe de quatre autres communes.

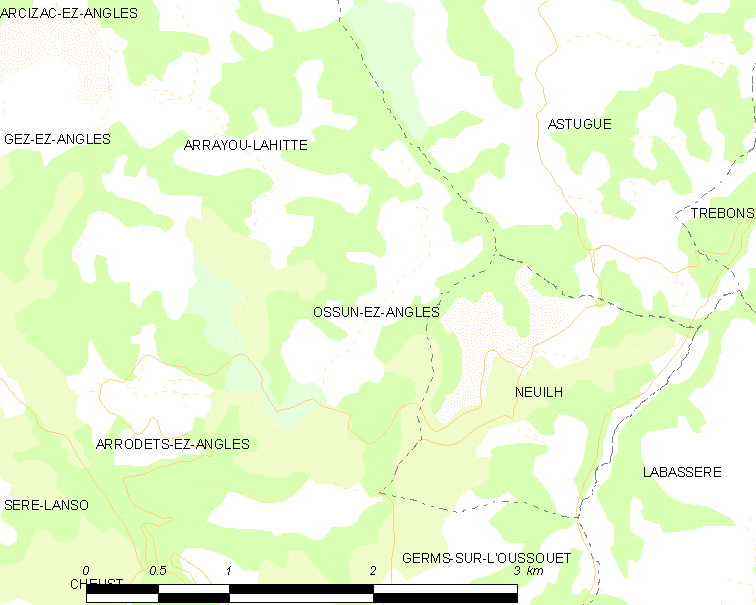
Carte de la commune d'Ossun-ez-Angles et des proches communes.

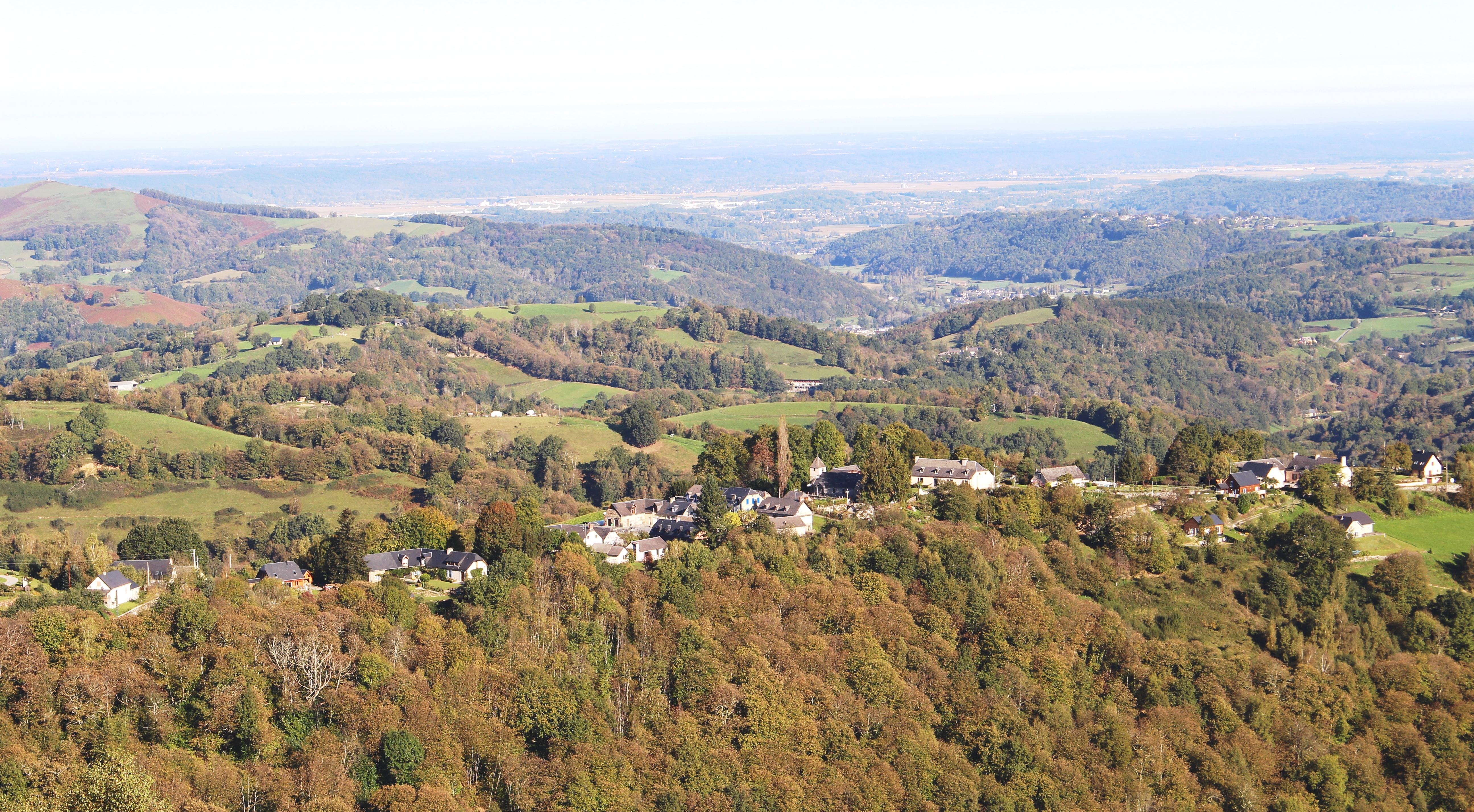
Vue générale du village.

|                 | Astugue            |        |
| Arrayou-Lahitte | Ossun-ez-Angles    | Neuilh |
|                 | Arrodets-ez-Angles |        |

### Hydrographie
La commune est dans le bassin de l'Adour, au sein du bassin hydrographique Adour-Garonne. Elle est drainée par la Géline et par un petit cours d'eau, constituant un réseau hydrographique de 3 km de longueur totale,.
La Géline, d'une longueur totale de 20,8 km, prend sa source dans la commune d'Azereix et s'écoule du sud-ouest vers le nord-est. Il traverse la commune et se jette dans le canal de Luzerte à Saint-Lézer, après avoir traversé 12 communes.

### Climat
Le climat est tempéré de type océanique, en raison de l'influence proche de l'océan Atlantique situé à peu près 150 km plus à l'ouest. La proximité des Pyrénées fait que la commune profite d'un effet de foehn, il peut aussi y neiger en hiver, même si cela reste inhabituel.
| Mois                              | jan.  | fév.  | mars  | avril | mai   | juin  | jui.  | août  | sep.  | oct.  | nov.  | déc.  | année   |
| --------------------------------- | ----- | ----- | ----- | ----- | ----- | ----- | ----- | ----- | ----- | ----- | ----- | ----- | ------- |
| Température minimale moyenne (°C) | 0,6   | 1,3   | 2,7   | 5,2   | 8,3   | 11,6  | 14,1  | 13,9  | 11,7  | 8     | 3,6   | 1,3   | 6,9     |
| Température moyenne (°C)          | 5,3   | 6,1   | 7,8   | 10    | 13,3  | 16,7  | 19,3  | 19    | 17,2  | 13,3  | 8,5   | 5,8   | 11,9    |
| Température maximale moyenne (°C) | 9,9   | 11    | 12,9  | 14,8  | 18,3  | 21,7  | 24,5  | 24    | 22,6  | 18,6  | 13,4  | 10,4  | 16,8    |
| Ensoleillement (h)                | 108,8 | 118,8 | 155,6 | 157,2 | 181,3 | 191,5 | 215,5 | 196,4 | 194,5 | 164,4 | 124,4 | 104,4 | 1 912,8 |
| Précipitations (mm)               | 112,8 | 97,5  | 100,2 | 105,7 | 113,6 | 80,7  | 57,3  | 70,3  | 71    | 85,2  | 93    | 112,1 | 1 099,4 |

### Milieux naturels et biodiversité
L’inventaire des zones naturelles d'intérêt écologique, faunistique et floristique (ZNIEFF) a pour objectif de réaliser une couverture des zones les plus intéressantes sur le plan écologique, essentiellement dans la perspective d’améliorer la connaissance du patrimoine naturel national et de fournir aux différents décideurs un outil d’aide à la prise en compte de l’environnement dans l’aménagement du territoire.
Une ZNIEFF de type 1 est recensée sur la commune :
le « réseau hydrographique des Angles et du Bénaquès » (260 ha), couvrant 35 communes du département et une ZNIEFF de type 2, : 
les « coteaux et vallons des Angles et du Bénaquès » (12 879 ha), couvrant 45 communes du département.

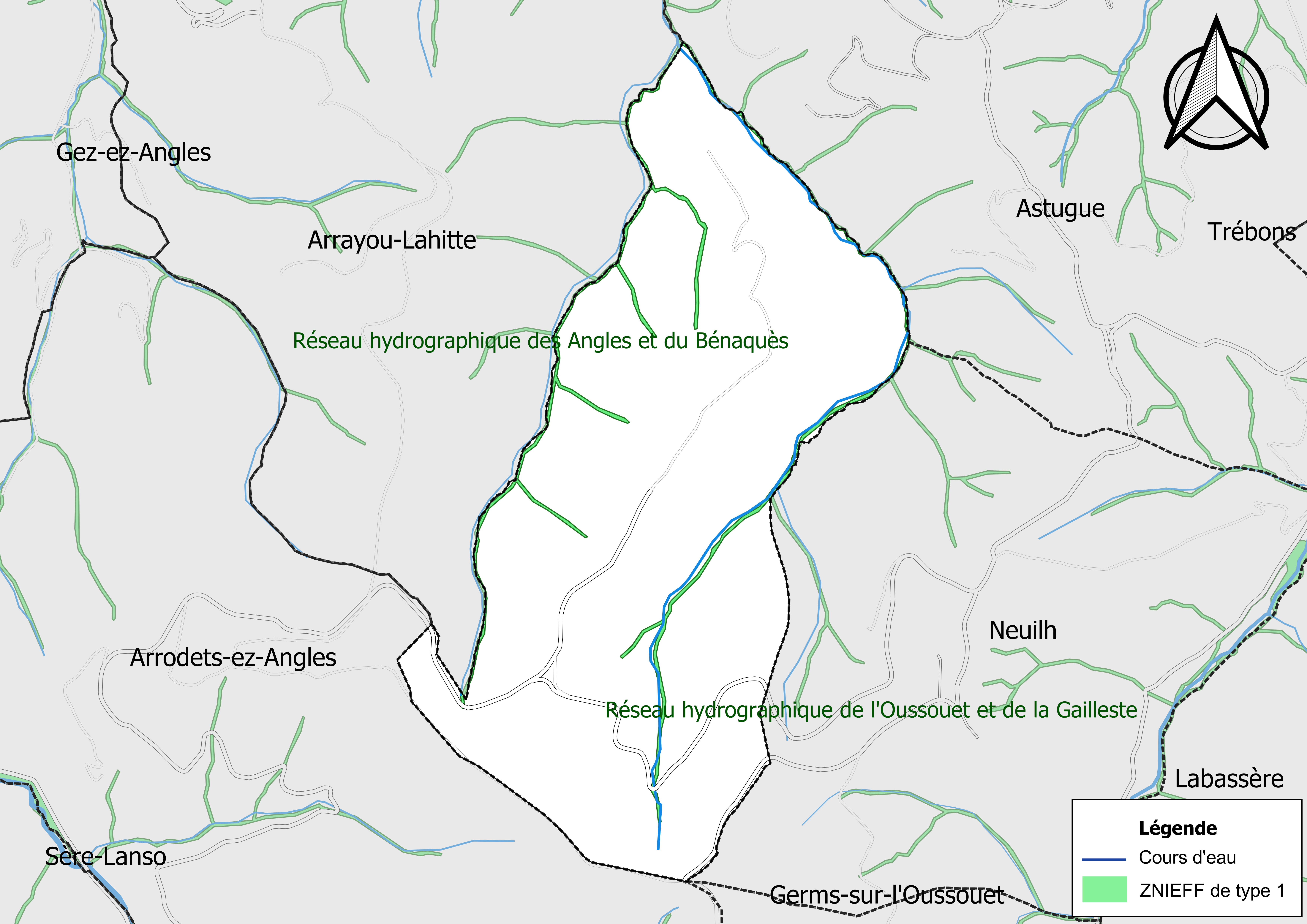
Carte de la ZNIEFF de type 1 sur la commune.
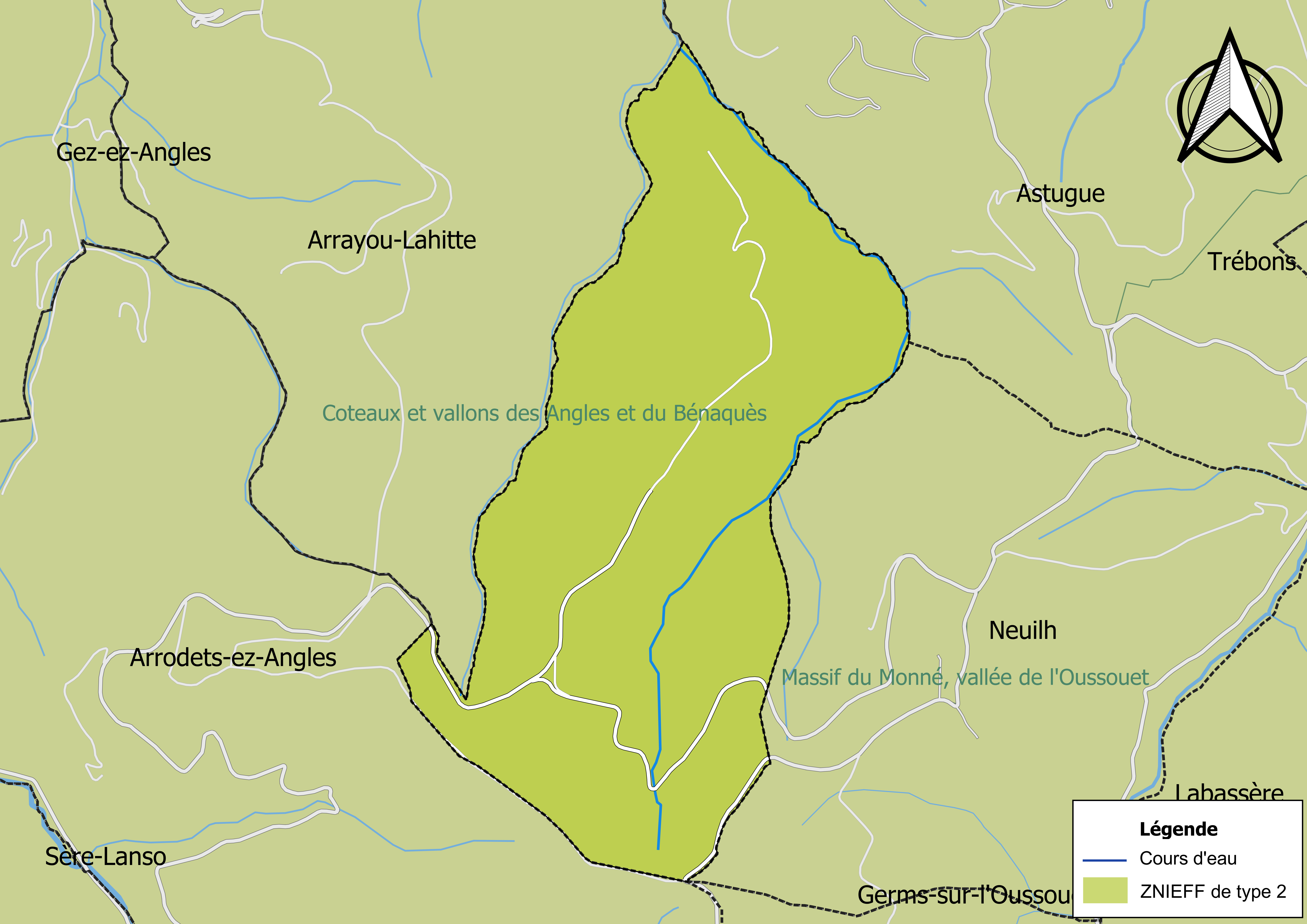
Carte de la ZNIEFF de type 2 sur la commune.

## Urbanisme

### Typologie
Au 1er janvier 2024, Ossun-ez-Angles est catégorisée commune rurale à habitat très dispersé, selon la nouvelle grille communale de densité à sept niveaux définie par l'Insee en 2022.
Elle est située hors unité urbaine. Par ailleurs la commune fait partie de l'aire d'attraction de Bagnères-de-Bigorre, dont elle est une commune de la couronne,. Cette aire, qui regroupe 21 communes, est catégorisée dans les aires de moins de 50 000 habitants,.

### Occupation des sols
L'occupation des sols de la commune, telle qu'elle ressort de la base de données européenne d’occupation biophysique des sols Corine Land Cover (CLC), est marquée par l'importance des forêts et milieux semi-naturels (62,2 % en 2018), une proportion identique à celle de 1990 (62,2 %). La répartition détaillée en 2018 est la suivante : 
forêts (40,7 %), prairies (37,8 %), milieux à végétation arbustive et/ou herbacée (21,5 %).
L'IGN met par ailleurs à disposition un outil en ligne permettant de comparer l’évolution dans le temps de l’occupation des sols de la commune (ou de territoires à des échelles différentes). Plusieurs époques sont accessibles sous forme de cartes ou photos aériennes : la carte de Cassini (XVIIIe siècle), la carte d'état-major (1820-1866) et la période actuelle (1950 à aujourd'hui).

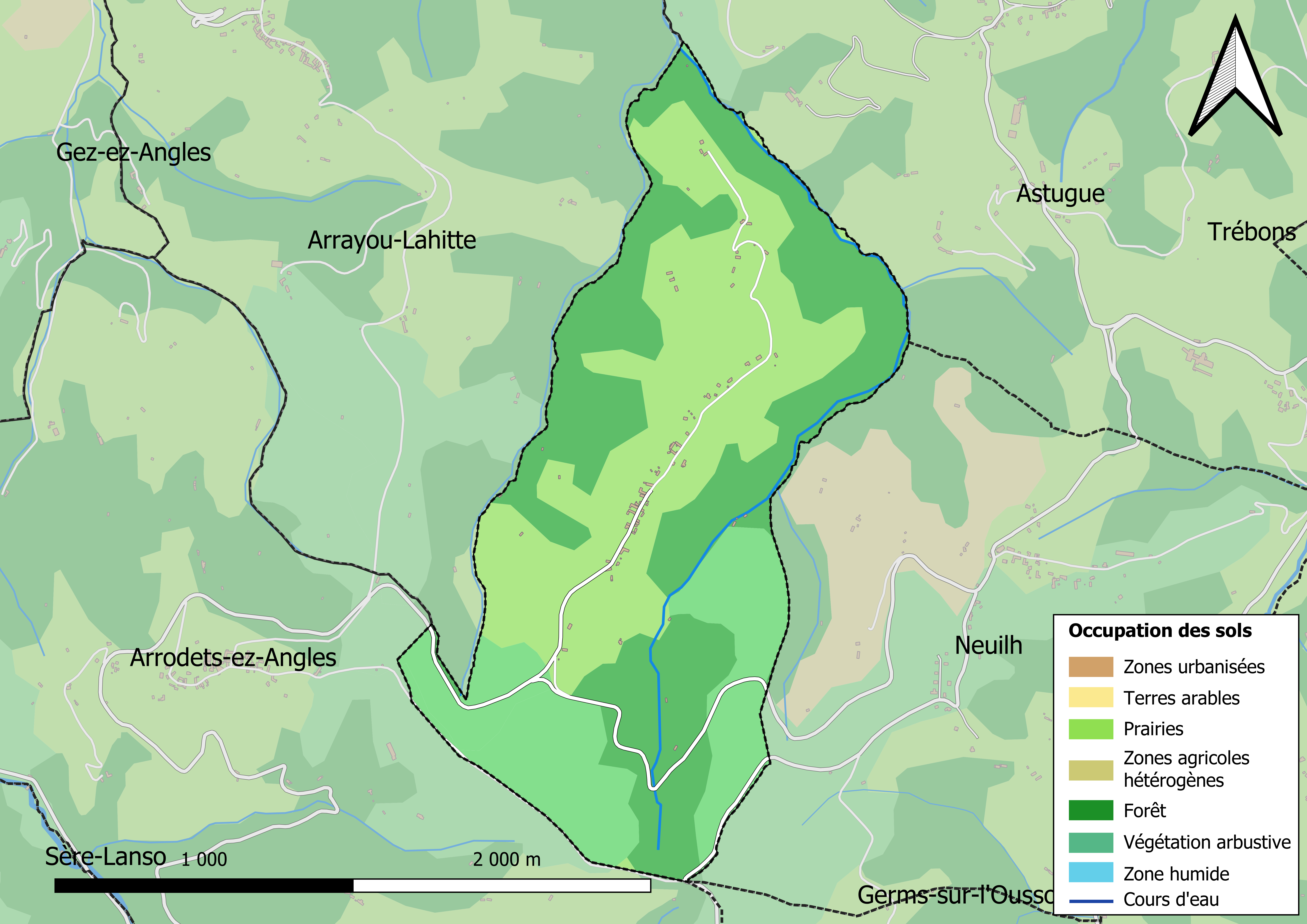
Carte des infrastructures et de l'occupation des sols en 2018 (CLC) de la commune.
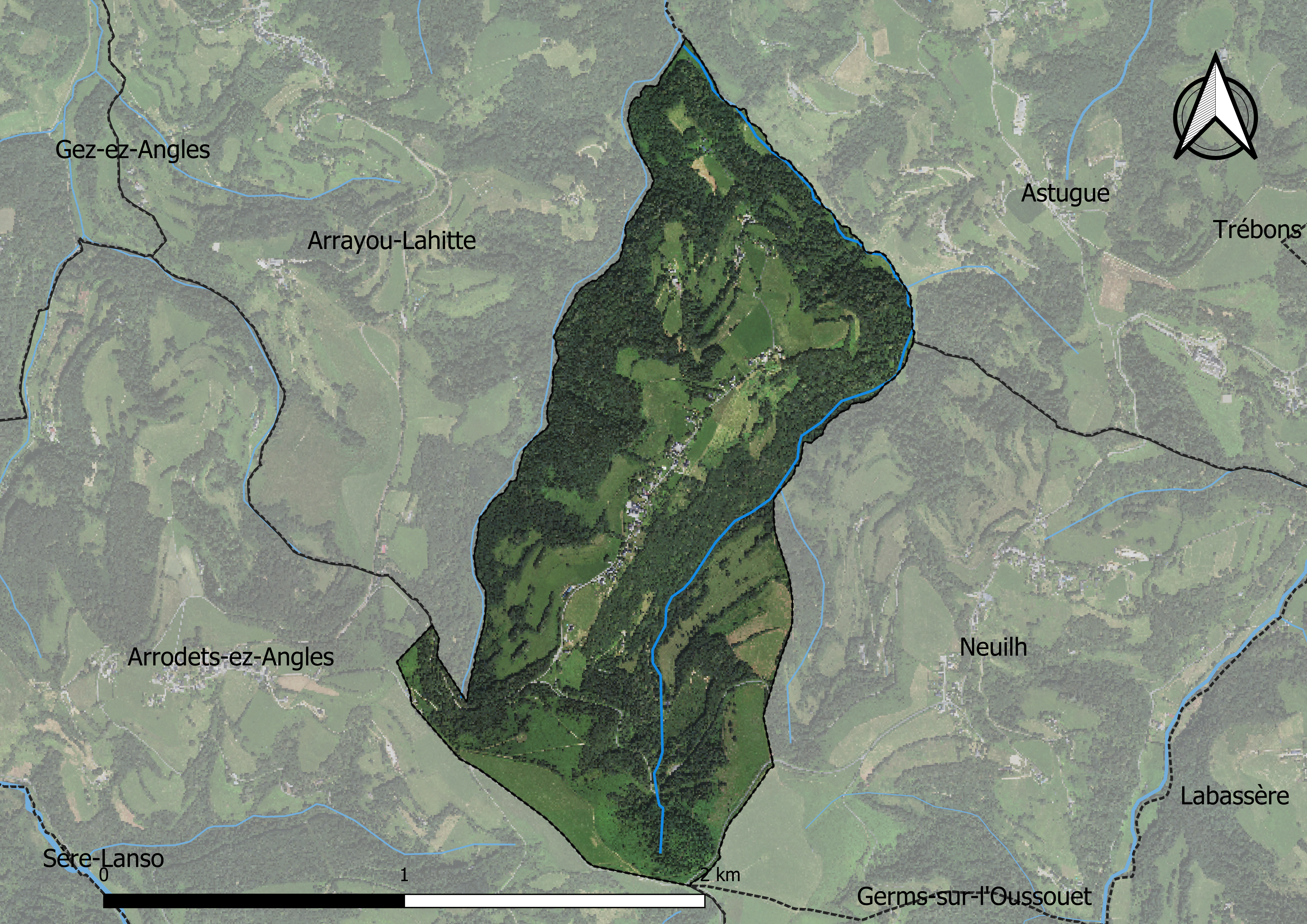
Carte orthophotogrammétrique de la commune.

### Logement
En 2012, le nombre total de logements dans la commune est de 41.

Parmi ces logements, 58.0  % sont des résidences principales, 30.3  % des résidences secondaires et 11.7  % des logements vacants.

### Voies de communication et transports
Cette commune est desservie par la route départementale D 26.

### Risques majeurs
Le territoire de la commune d'Ossun-ez-Angles est vulnérable à différents aléas naturels : météorologiques (tempête, orage, neige, grand froid, canicule ou sécheresse), feux de forêts, mouvements de terrains et séisme (sismicité moyenne). Un site publié par le BRGM permet d'évaluer simplement et rapidement les risques d'un bien localisé soit par son adresse soit par le numéro de sa parcelle.
Ossun-ez-Angles est exposée au risque de feu de forêt. Un plan départemental de protection des forêts contre les incendies a été approuvé par arrêté préfectoral le 21 avril 2020 pour la période 2020-2029. Le précédent couvrait la période 2007-2017. L’emploi du feu est régi par deux types de réglementations. D’abord le code forestier et l’arrêté préfectoral du 27 octobre 2014, qui réglementent l’emploi du feu à moins de 200 m des espaces naturels combustibles sur l’ensemble du département. Ensuite celle établie dans le cadre de la lutte contre la pollution de l’air, qui interdit le brûlage des déchets verts des particuliers. L’écobuage est quant à lui réglementé dans le cadre de commissions locales d’écobuage (CLE)

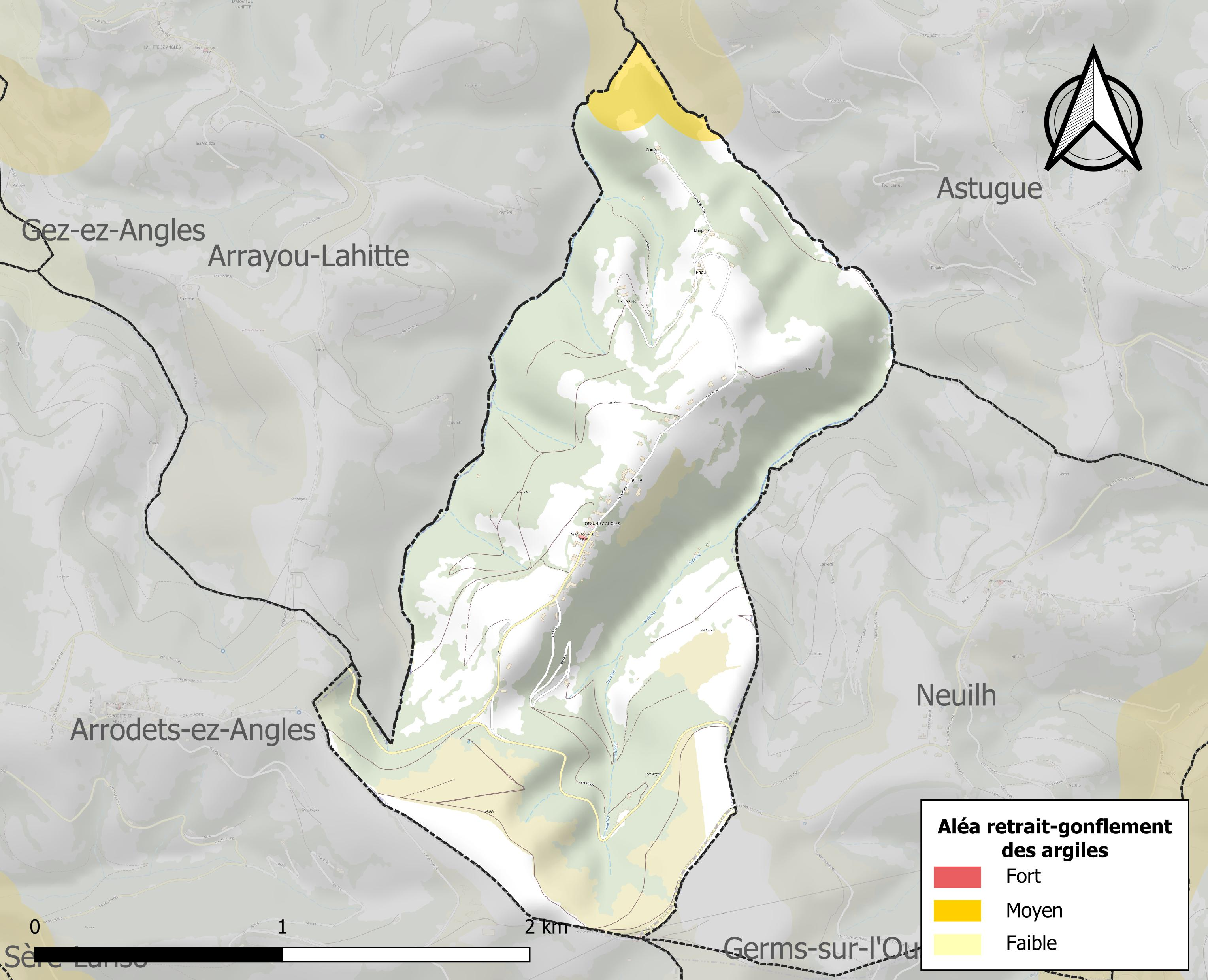
Carte des zones d'aléa retrait-gonflement des sols argileux d'Ossun-ez-Angles.

Les mouvements de terrains susceptibles de se produire sur la commune sont des tassements différentiels.
Le retrait-gonflement des sols argileux est susceptible d'engendrer des dommages importants aux bâtiments en cas d’alternance de périodes de sécheresse et de pluie. 2,2 % de la superficie communale est en aléa moyen ou fort (44,5 % au niveau départemental et 48,5 % au niveau national). Sur les 40 bâtiments dénombrés sur la commune en 2019, 0 sont en aléa moyen ou fort, soit 0 %, à comparer aux 75 % au niveau départemental et 54 % au niveau national. Une cartographie de l'exposition du territoire national au retrait gonflement des sols argileux est disponible sur le site du BRGM,.
Par ailleurs, afin de mieux appréhender le risque d’affaissement de terrain, l'inventaire national des cavités souterraines permet de localiser celles situées sur la commune.
La commune a été reconnue en état de catastrophe naturelle au titre des dommages causés par les inondations et coulées de boue survenues en 1982, 1999 et 2009. Concernant les mouvements de terrains, la commune a été reconnue en état de catastrophe naturelle au titre des dommages causés par des mouvements de terrain en 1999.

## Toponymie

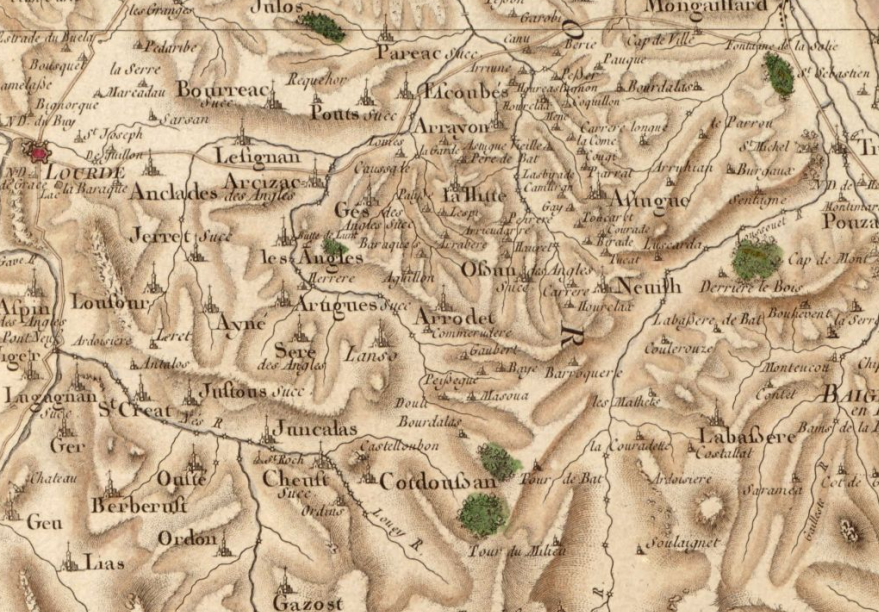
Extrait de la carte de Cassini situant Ossun-ez-Angles à l'est de Lourdes.

On trouvera les principales informations dans le Dictionnaire toponymique des communes des Hautes-Pyrénées de Michel Grosclaude et Jean-François Le Nail qui rapporte les dénominations historiques du village :
Dénominations historiques :
- Ossuu, (1285, montre Bigorre).1 ;
- Ossunum de Angulis, De Ossuno in Angulis, latin (1313, Debita regi Navarre) ;
- d-Ossuu, (1322, livre vert de Bénac) ;
- de Ossuu eus Ancles, (av. 1347, livre vert de Bénac) ;
- de Ossuno, latin (1379, procuration de Tarbes) ;
- d’Ossu, De Ossu, (1384, livre vert de Bénac) ;
- Ossun, (1429, censier de Bigorre) ;
- Ossun ès Angles, (1614, Guillaume Mauran ; 1768, Duco) ;
- Ossun des Angles, (1740, registres paroissiaux) ;
- Ossun ez Angles, (1774, ibid.) ;
- Ossun-des-Angles, (1790, Département 1) ;
- Ossun es Angles, (fin XVIIIe siècle, carte de Cassini).

Étymologie : peut-être nom de personnage basque Otxo et suffixe aquitain.
Nom occitan : Aussun eths Angles.

## Histoire

### Cadastre napoléonien d'Ossun-ez-Angles
Le plan cadastral napoléonien d'Ossun-ez-Angles est consultable sur le site des archives départementales des Hautes-Pyrénées.

## Politique et administration

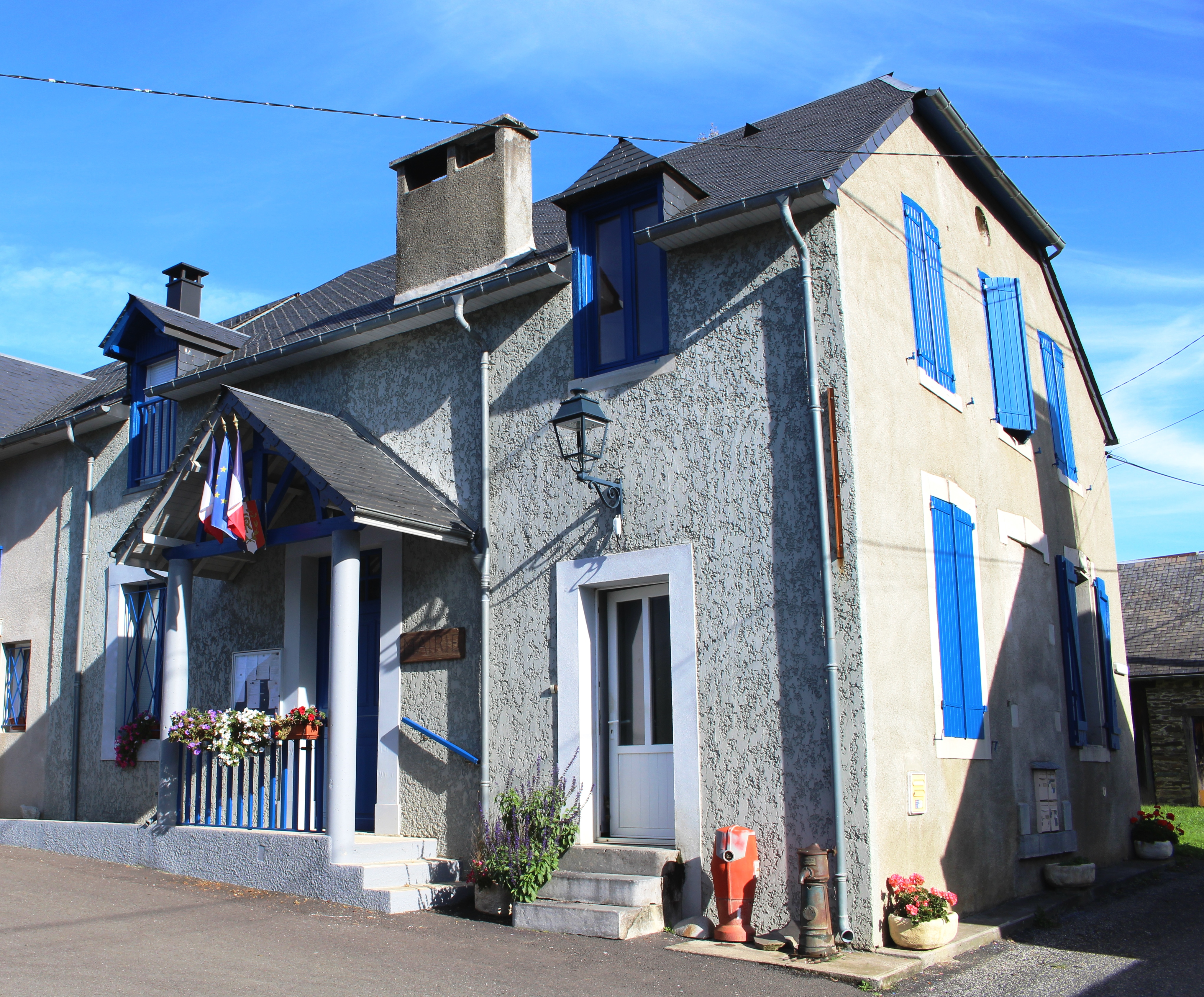
La mairie en 2017.

### Liste des maires
| Période                                  | Période   | Identité         | Étiquette | Qualité |
| ---------------------------------------- | --------- | ---------------- | --------- | ------- |
| Les données manquantes sont à compléter. |           |                  |           |         |
|                                          |           |                  |           |         |
| mars 1995                                | mars 2001 | Francis Duclos   |           |         |
| mars 2001                                | En cours  | Jean-Marc Duclos |           |         |

### Rattachements administratifs et électoraux

#### Historique administratif
Pays et sénéchaussée de Bigorre, quarteron de  Lourdes, baronnie des Angles, canton de Lourdes (depuis 1790), Lourdes-Est (1973).

#### Intercommunalité
Ossun-ez-Angles appartient à la Communauté d'agglomération Tarbes-Lourdes-Pyrénées créée en janvier 2017 et qui réunit 86 communes.

## Population et société

### Démographie

#### Évolution démographique

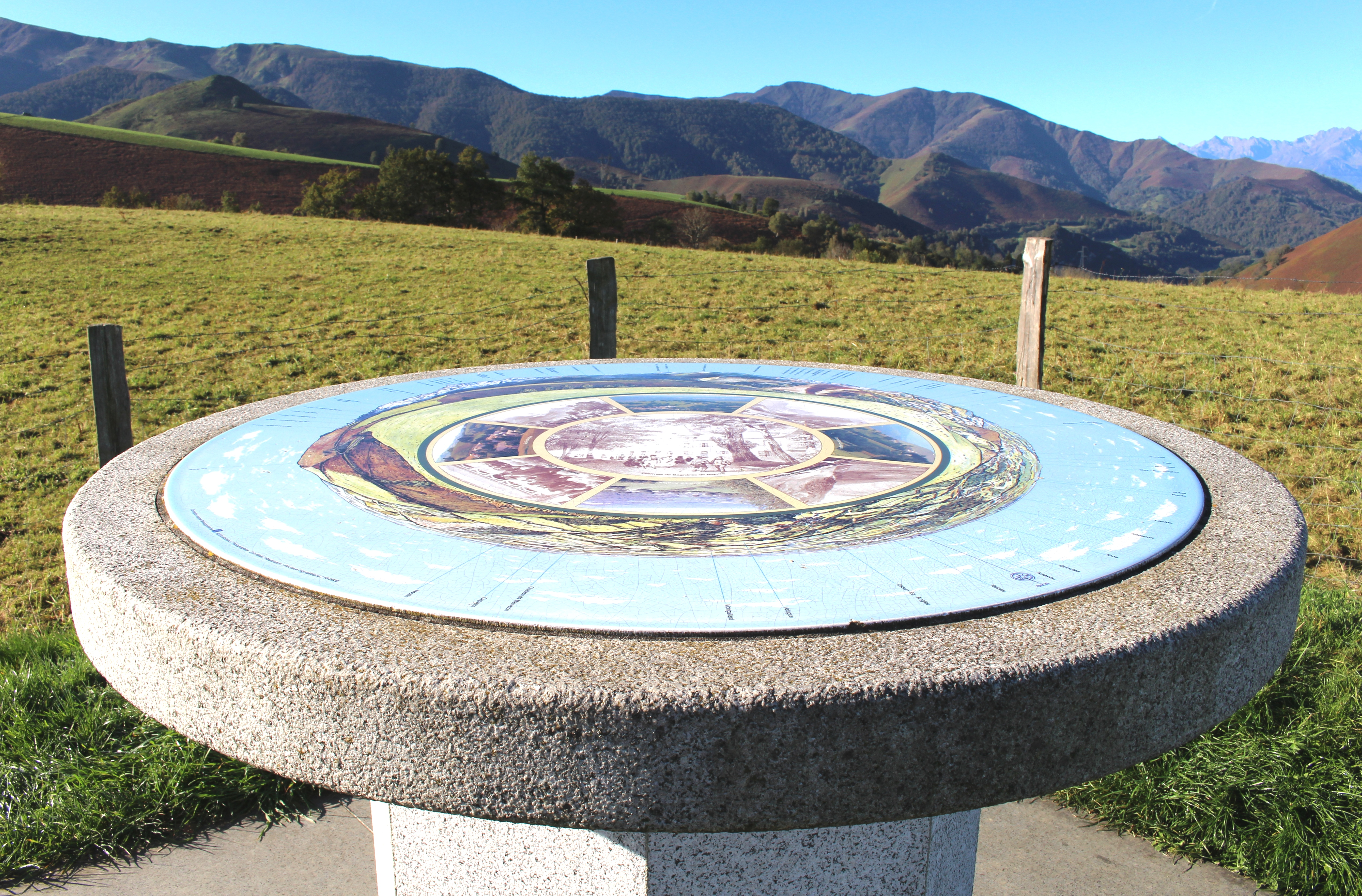
La table d'orientation de la Croix Blanche.

L'évolution du nombre d'habitants est connue à travers les recensements de la population effectués dans la commune depuis 1793. Pour les communes de moins de 10 000 habitants, une enquête de recensement portant sur toute la population est réalisée tous les cinq ans, les populations de référence des années intermédiaires étant quant à elles estimées par interpolation ou extrapolation. Pour la commune, le premier recensement exhaustif entrant dans le cadre du nouveau dispositif a été réalisé en 2008.

En 2022, la commune comptait 57 habitants, en évolution de +21,28 % par rapport à 2016 (Hautes-Pyrénées : +1,59 %, France hors Mayotte : +2,11 %).
| 1793 | 1800 | 1806 | 1821 | 1831 | 1836 | 1841 | 1846 | 1851 |
| ---- | ---- | ---- | ---- | ---- | ---- | ---- | ---- | ---- |
| 170  | 156  | 143  | 173  | 177  | 165  | 150  | 170  | 164  |

| 1856 | 1861 | 1866 | 1872 | 1876 | 1881 | 1886 | 1891 | 1896 |
| ---- | ---- | ---- | ---- | ---- | ---- | ---- | ---- | ---- |
| 161  | 177  | 162  | 154  | 116  | 129  | 113  | 113  | 111  |

| 1901 | 1906 | 1911 | 1921 | 1926 | 1931 | 1936 | 1946 | 1954 |
| ---- | ---- | ---- | ---- | ---- | ---- | ---- | ---- | ---- |
| 128  | 112  | 103  | 71   | 72   | 67   | 56   | 44   | 43   |

| 1962 | 1968 | 1975 | 1982 | 1990 | 1999 | 2006 | 2008 | 2013 |
| ---- | ---- | ---- | ---- | ---- | ---- | ---- | ---- | ---- |
| 43   | 36   | 24   | 18   | 19   | 32   | 34   | 35   | 44   |

| 2018 | 2022 | - | - | - | - | - | - | - |
| ---- | ---- | - | - | - | - | - | - | - |
| 53   | 57   | - | - | - | - | - | - | - |

### Enseignement
La commune dépend de l'académie de Toulouse. Elle ne dispose plus d'école en 2016.

## Économie

### Emploi
|                | 2008  | 2013  | 2018  |
| -------------- | ----- | ----- | ----- |
| Commune        | 7,7 % | 6,7 % | 9,4 % |
| Département    | 7,7 % | 9,4 % | 9,8 % |
| France entière | 8,3 % | 10 %  | 10 %  |

En 2018, la population âgée de 15 à 64 ans s'élève à 32 personnes, parmi lesquelles on compte 65,6 % d'actifs (56,3 % ayant un emploi et 9,4 % de chômeurs) et 34,4 % d'inactifs,. En  2018, le taux de chômage communal (au sens du recensement) des 15-64 ans est inférieur à celui de la France et département, alors qu'en 2008 il était supérieur à celui du département et inférieur à celui de la France.
La commune fait partie de la couronne de l'aire d'attraction de Bagnères-de-Bigorre, du fait qu'au moins 15 % des actifs travaillent dans le pôle,. Elle compte 4 emplois en 2018, contre 6 en 2013 et 7 en 2008. Le nombre d'actifs ayant un emploi résidant dans la commune est de 19, soit un indicateur de concentration d'emploi de 21,1 % et un taux d'activité parmi les 15 ans ou plus de 47,8 %.
Sur ces 19 actifs de 15 ans ou plus ayant un emploi, 4 travaillent dans la commune, soit 21 % des habitants. Pour se rendre au travail, 84,2 % des habitants utilisent un véhicule personnel ou de fonction à quatre roues, 5,3 % les transports en commun et 10,5 % n'ont pas besoin de transport (travail au domicile).

## Culture locale et patrimoine

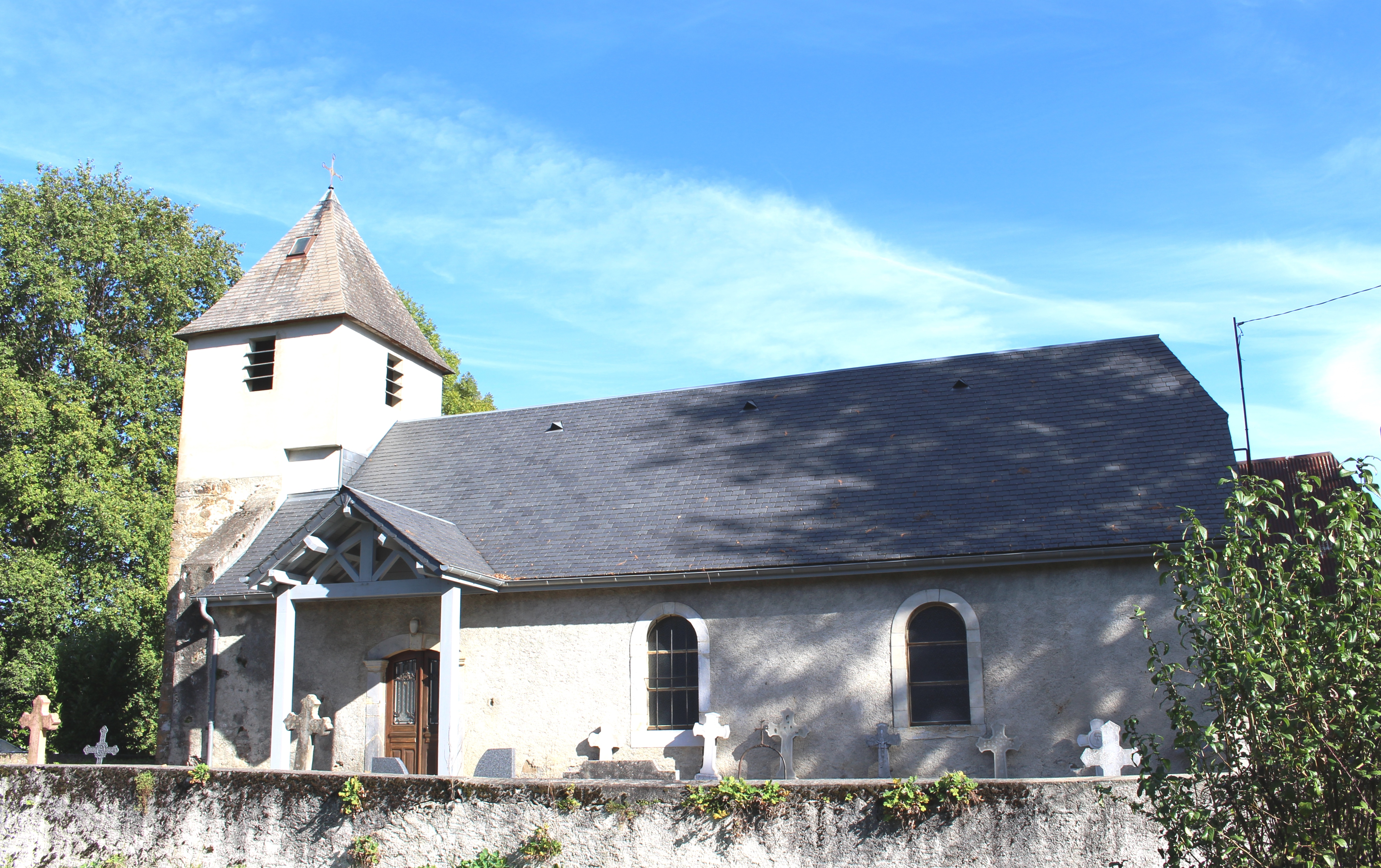
L'église Saint-Pierre en 2017.

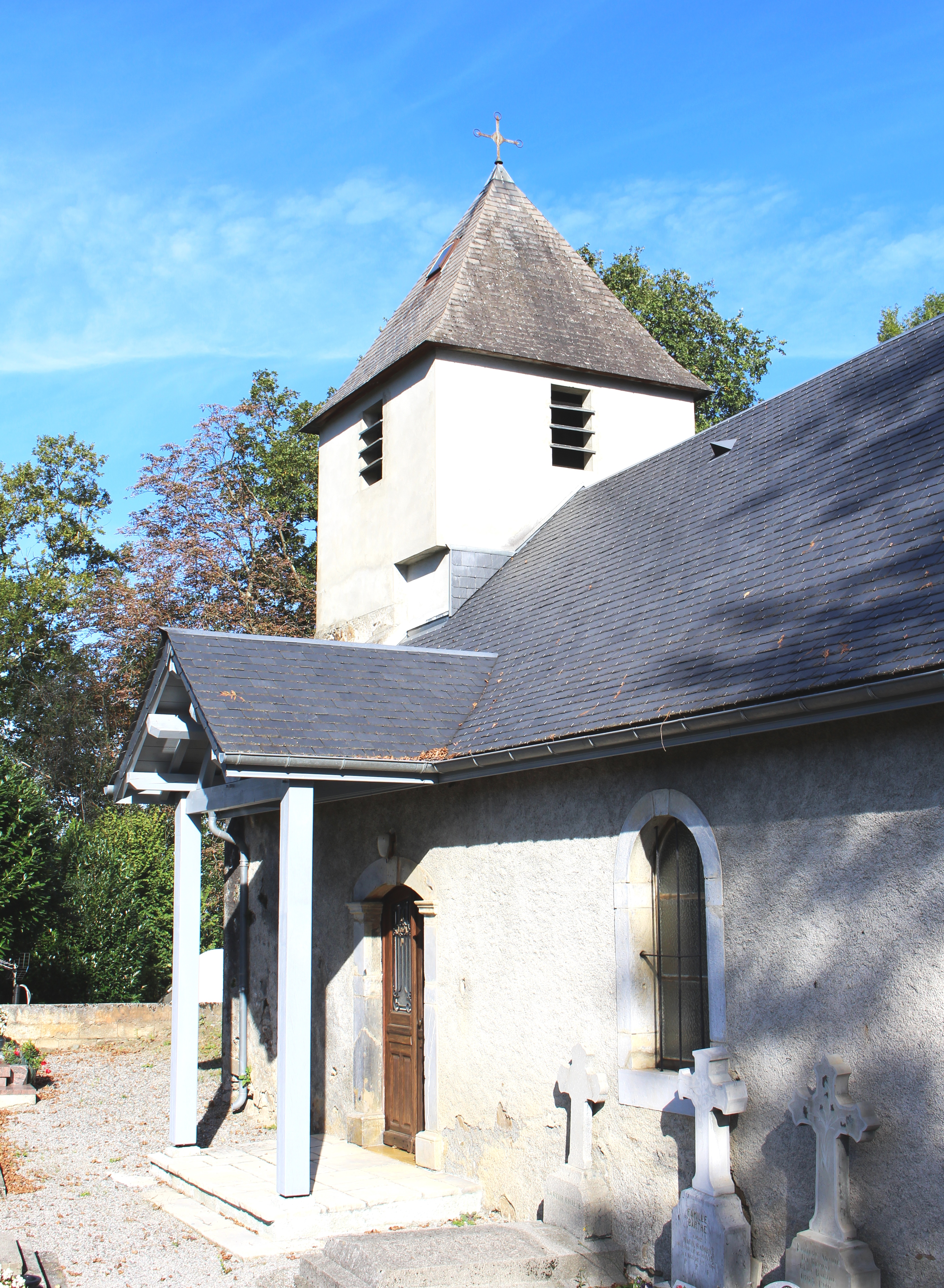

### Lieux et monuments
- Église Saint-Pierre d'Ossun-ez-Angles du XVIIe siècle - XVIIIe siècle avec retable du XVIIe siècle.
- Croix Blanche

Sélection de vues des croix municipales.
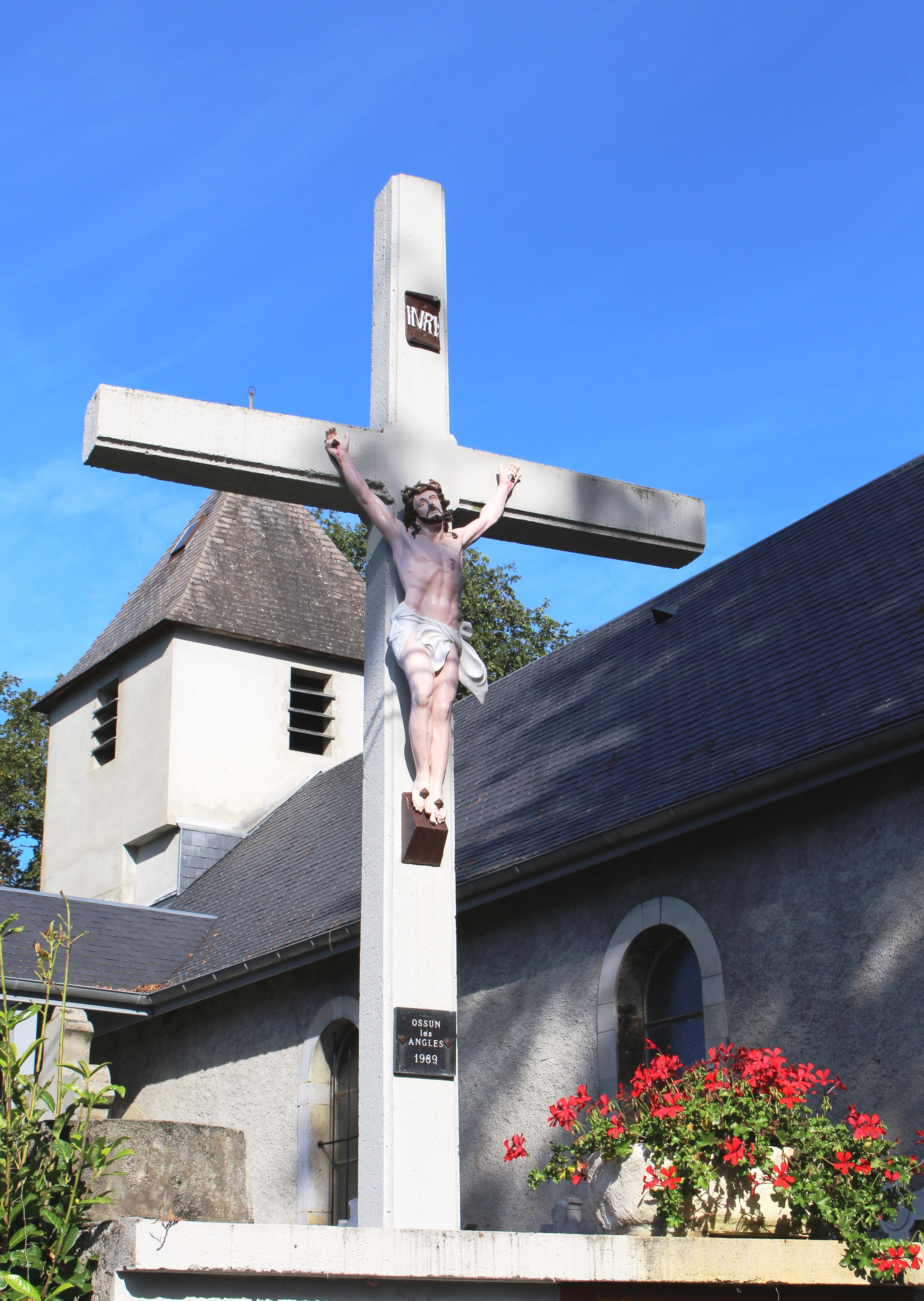
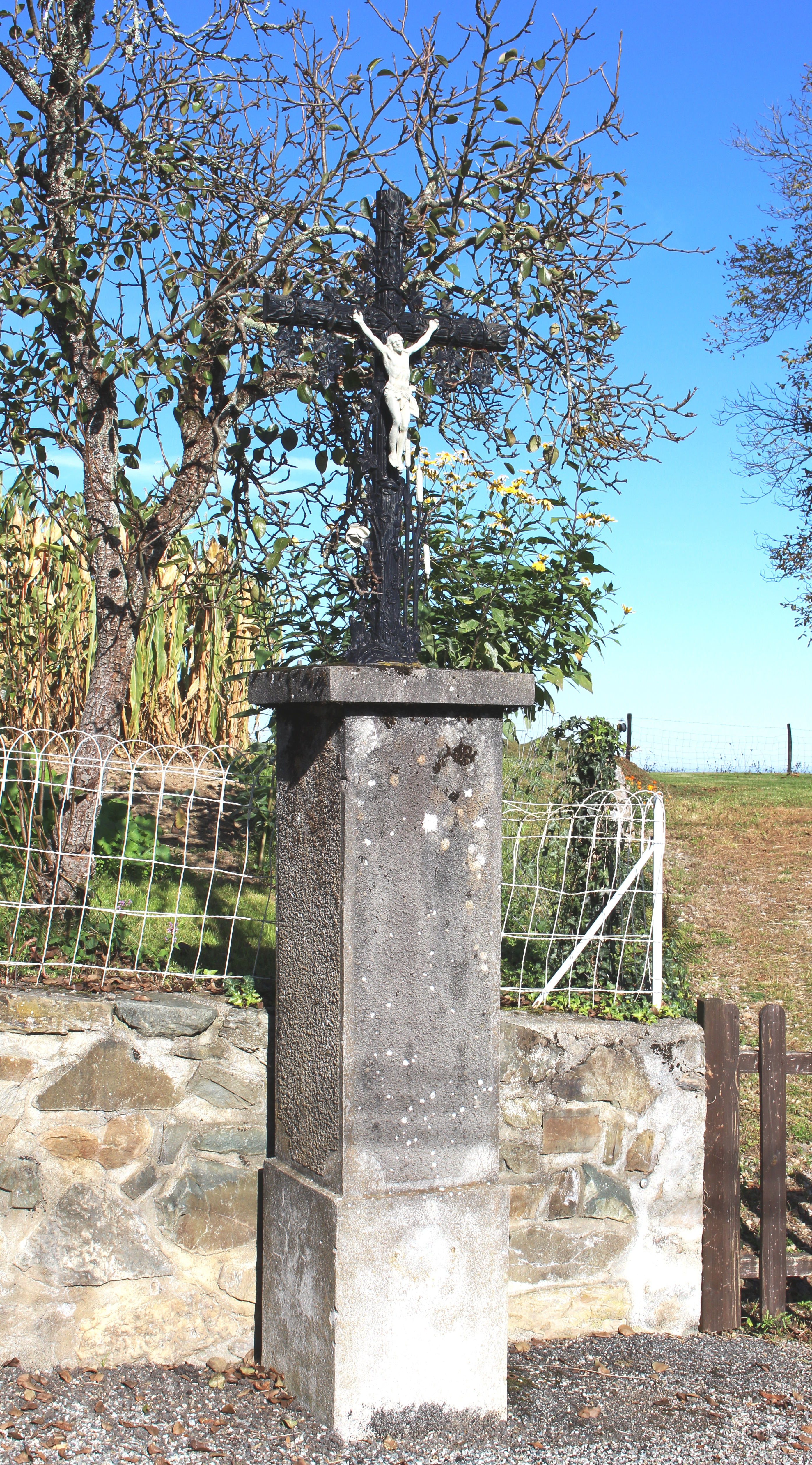
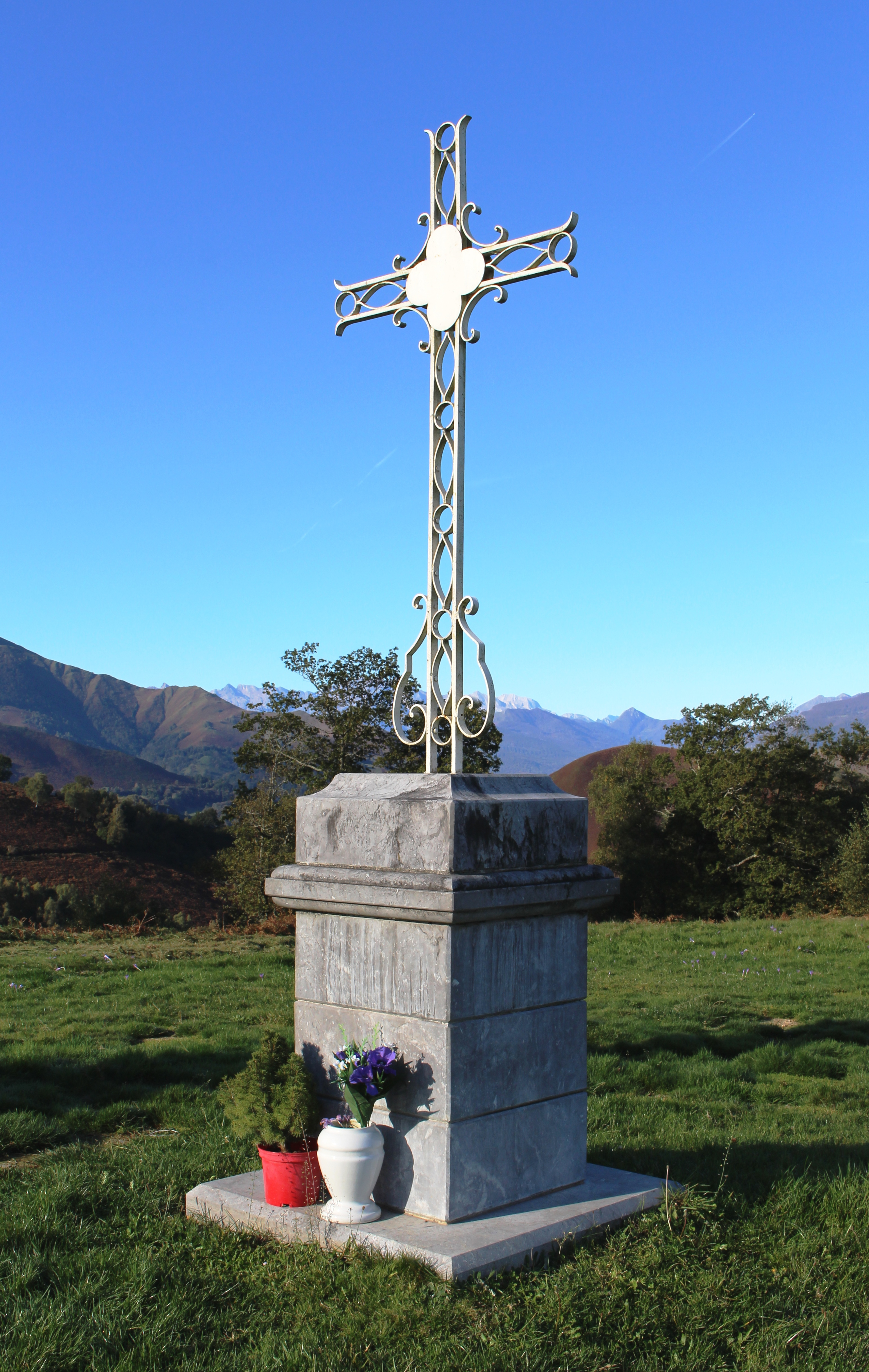
Croix Blanche.

### Personnalités liées à la commune
Le professeur Dominique Domec (1845-1884), né à Ossun-ez-Angles, a été interne des hôpitaux de Montpellier puis professeur d'anatomie à la Faculté libre de médecine de Lille. Il a exercé dans le cadre d'une mission à Quito (Equateur) à partir de 1873, avec le Pr Gayraud. Il a joué un rôle majeur dans l'introduction de la chirurgie moderne dans ce pays, et contribué à y fonder une école de chirurgie,.

### Héraldique
| Blason | Blasonnement : De gueules à la croix estrée d'argent cantonnée aux 1 et 4 d'un ours en pied d'argent, aux 2 et 3 d'une feuille de fougère en bande du même. Commentaires : Adopté par la mairie. |